# 西新井本町
西新井本町（にしあらいほんちょう）は、東京都足立区の町名。住居表示実施済み地区で、西新井本町一丁目から五丁目が置かれている。

## 地理
足立区の中部、東京都道318号環状七号線（環七通り）の南側に位置する。北で西新井、東で西新井栄町および関原、南で興野、西で扇および江北と隣接する。

### 地価
住宅地の地価は、2024年（令和6年）7月1日の地価調査によれば、西新井本町1-12-14の地点で31万4000円/m2となっている。

## 歴史
江戸時代の西新井本町は武蔵国足立郡渕江領に属しており、幕府直轄領である天領と西新井大師こと総持寺の領地から成り立っていた。この地域の開発がいつ頃から始まったかは定かでないが、「西新井」の地名が登場する文献は1613年（慶長18年）の総持寺の「新義真言宗御前論議色衆座配図」に「西あら井」とあるのが最古の資料である。また江戸時代は「西新井村」という村名であった。
江戸幕府が倒され明治新政府の時代が始まると、1868年（慶応4年）1月10日、西新井は他の天領と同じように政府直轄地とされ、同年5月19日に江戸鎮台府（民政裁判所）の管轄に移管された。同年24日には武蔵知県事の管轄に移管されるも、1869年（明治2年）には新たに小菅県が設置され、西新井村も同県に移管され、後の大区小区制が施行されると第四区となった。1871年（明治4年）7月の廃藩置県実施で小菅県が廃止されると、東京府に編入され、西新井村は第五大区十九小区に編入される。このようにして行政単位としての西新井村はめまぐるしく変遷していくが、住民たちの暮らしぶりは江戸時代以来あまり変化はなかったという。1878年（明治11年）に郡区町村編制法が実施されると西新井の地名も復活し、「東京府南足立郡西新井村」となった。1889年（明治22年）に市制・町村制が施行されると西新井村、興野村、本木村の3か村が合併し、新村名をめぐる対立を経て改めて「西新井村」となった。
このとき問題となったのが合併される3か村の中で最多の人口・最大の面積を有する「本木村」と、由緒ある「西新井大師」を有する「西新井村」のどちらの名称を採用するか、ということであったが、最終的に歴史的知名度の高い「西新井」を村名に、村役場や小学校などの中心機能を旧本木村に置くことで解決した。
1923年（大正12年）の関東地震（関東大震災）の影響で大量の避難民が発生すると、そのうちの多数が西新井村へ避難してきた。多くはそのまま西新井村に住みつき、また荒川放水路の開削で本木地域の田畑の大半が失われると、それも合わせて西新井村の人口増加に拍車を掛けた。このような人口増加によって、西新井村は町制を施行することを決定し、1928年（昭和3年）11月、町制施行、西新井村は「西新井町」となった。
増加する人口とそれをもとにした企業進出で財政が圧迫され始めた西新井町は、同じような状況に見舞われていた周辺町村らと合同で東京市に対して市郡合併を要請した。これを受けた東京市は、1932年（昭和7年）に東京府5郡80か町村を東京市に編入した。南足立郡西新井町は足立区に編入され、江戸時代以来の旧3か村の名称を継承して足立区西新井町・興野町・本木町となった。「西新井町」の名称は継続しているが、地方自治体としての「西新井町」から、足立区内の一地名となったのである。

### 地名の由来
住居表示を実施するにあたり、この地区の住民は歴史的由緒があり広く知られている「西新井」の名称を町名に付けたいと考えた。しかし、1967年の住居表示実施により、環七通り北側地域にすでに「西新井」という町名が成立しており、やむなく「西新井本町」の名称を提案した。これに対し環七通り以北の「西新井」地区の住民が「西新井」と「西新井本町」とではいかにも「西新井本町」のほうが本家であるイメージがあり、西新井大師のある（環七以北の）西新井地区こそが「西新井本町」を名乗るべきだとした。しかしすでに実施された町名を変更することはできないとする区側の判断でこの主張は退けられ、環七以南の地区を「西新井本町」とする案が採用され、実施されるにいたった。

### 沿革
- 1878年（明治11年） 町村制施行により、「西新井村」成立。
- 1889年（明治22年） 西新井村・本木村・興野村の3か村が合併し西新井村となる。
- 1928年（昭和3年） 町制施行。東京府南足立郡西新井町となる。
- 1932年（昭和7年） 東京市編入により、南足立郡消滅。東京市足立区西新井町となる。
- 1969年（昭和44年） 住居表示実施により、「西新井本町」成立。

## 世帯数と人口
2025年（令和7年）1月1日現在（足立区発表）の世帯数と人口は以下の通りである。
| 丁目             | 世帯数    | 人口     |
| ---------------- | --------- | -------- |
| 西新井本町一丁目 | 1,952世帯 | 3,409人  |
| 西新井本町二丁目 | 2,124世帯 | 3,712人  |
| 西新井本町三丁目 | 752世帯   | 1,365人  |
| 西新井本町四丁目 | 2,474世帯 | 4,267人  |
| 西新井本町五丁目 | 1,340世帯 | 2,604人  |
| 計               | 8,642世帯 | 15,357人 |

### 人口の変遷
国勢調査による人口の推移。
| 年                 | 人口   |
| ------------------ | ------ |
| 1995年（平成7年）  | 16,067 |
| 2000年（平成12年） | 15,053 |
| 2005年（平成17年） | 14,766 |
| 2010年（平成22年） | 15,505 |
| 2015年（平成27年） | 14,574 |
| 2020年（令和2年）  | 14,657 |

### 世帯数の変遷
国勢調査による世帯数の推移。
| 年                 | 世帯数 |
| ------------------ | ------ |
| 1995年（平成7年）  | 6,183  |
| 2000年（平成12年） | 6,131  |
| 2005年（平成17年） | 6,297  |
| 2010年（平成22年） | 7,121  |
| 2015年（平成27年） | 6,798  |
| 2020年（令和2年）  | 7,382  |

## 学区
区立小・中学校に通う場合、学区は以下の通りとなる（2023年4月時点）。なお、足立区では学校選択制度を導入しており、区内全域から選択することが可能。ただし、小学校に関しては、2018年（平成30年）度から学区域または学区域に隣接する学校のみの選択になる。
| 丁目             | 番地           | 小学校                   | 中学校             |
| ---------------- | -------------- | ------------------------ | ------------------ |
| 西新井本町一丁目 | 全域           | 足立区立西新井小学校     | 足立区立第五中学校 |
| 西新井本町二丁目 | 24番以降       | 足立区立江北小学校       | 足立区立第五中学校 |
| 西新井本町二丁目 | 1〜23番        | 足立区立西新井第一小学校 | 足立区立第五中学校 |
| 西新井本町三丁目 | 3〜5番 7〜11番 | 足立区立西新井第一小学校 | 足立区立第五中学校 |
| 西新井本町三丁目 | 1番 6番        | 足立区立西新井小学校     | 足立区立第五中学校 |
| 西新井本町三丁目 | 2番 12番以降   | 足立区立興本小学校       | 足立区立扇中学校   |
| 西新井本町四丁目 | 21番以降       | 足立区立興本小学校       | 足立区立扇中学校   |
| 西新井本町四丁目 | 1〜20番        | 足立区立西新井小学校     | 足立区立第五中学校 |
| 西新井本町五丁目 | 全域           | 足立区立西新井小学校     | 足立区立第五中学校 |

## 事業所
2021年（令和3年）現在の経済センサス調査による事業所数と従業員数は以下の通りである。
| 丁目             | 事業所数  | 従業員数 |
| ---------------- | --------- | -------- |
| 西新井本町一丁目 | 92事業所  | 1,036人  |
| 西新井本町二丁目 | 112事業所 | 1,770人  |
| 西新井本町三丁目 | 36事業所  | 102人    |
| 西新井本町四丁目 | 90事業所  | 824人    |
| 西新井本町五丁目 | 69事業所  | 460人    |
| 計               | 399事業所 | 4,192人  |

### 事業者数の変遷
経済センサスによる事業所数の推移。
| 年                 | 事業者数 |
| ------------------ | -------- |
| 2016年（平成28年） | 414      |
| 2021年（令和3年）  | 399      |

### 従業員数の変遷
経済センサスによる従業員数の推移。
| 年                 | 従業員数 |
| ------------------ | -------- |
| 2016年（平成28年） | 3,932    |
| 2021年（令和3年）  | 4,192    |

## 交通

### 鉄道
域内を通る鉄道路線は存在しないが、東京都交通局日暮里・舎人ライナーの江北駅（江北四丁目）、東武大師線の大師前駅（西新井一丁目）、東武伊勢崎線（東武スカイツリーライン）の西新井駅（西新井栄町二丁目）が利用可能である。

### 道路・橋梁
- 東京都道58号台東川口線（尾久橋通り）
- 東京都道307号王子金町江戸川線
- 東京都道318号環状七号線（環七通り）
- 東京都道461号吾妻橋伊興町線（尾竹橋通り）

## 施設
保育・教育
- 西新井幼稚園
- 西新井教会保育園
- 足立区立西新井小学校
- 足立区立第五中学校

病院
- 西新井病院

郵便局・金融
- 足立西郵便局

宗教
- 日本基督教団西新井教会
- 創価学会西新井文化会館

## 史跡
寺院
- 氷川神社
- 高野胡録神社

## その他

### 日本郵便
- 郵便番号 : 123-0845[3]（集配局 : 足立西郵便局[17]）。